# Стоян Данев
Стоян Петров Данев е български юрист и политик, дългогодишен водач на Прогресивнолибералната партия. Той е министър-председател на България в 23-тото (1901 – 1902), 24-тото (1902 – 1903), 25-ото (1903) и 33-тото (1913) правителство. Председател е на V велико народно събрание (1911) и XV обикновено народно събрание (1911 – 1913).

## Биография
Стоян Данев е роден през 1858 година в Шумен. Учи в родния си град, а след това с финансова помощ от Евлоги Георгиев – в гимназия в Прага. През 1876 година участва като доброволец в четата на Филип Тотьо по време на Сръбско-турската война. През 1878 година завършва гимназия в Прага, след което учи право в Цюрих и Лайпциг и завършва в Хайделберг през 1881 година, а през 1883 година завършва и политически науки в Париж.
След завръщането си в България е чиновник в министерството на финансите, а от 1884 година е адвокат в София. От 1894 до 1898 година преподава международно право във Висшето училище. Активен деятел на Прогресивнолибералната партия, той става неин водач след оттеглянето на Драган Цанков през 1897 г.
В началото на 1901 година Стоян Данев се включва в правителството на Петко Каравелов, коалиция с Демократическата партия, а от 1901 до 1903 година оглавява три самостоятелни правителства на Прогресивнолибералната партия. През този период е подписана българо-руска военна конвенция (1902).
През по-голямата част от управлението на коалицията на Прогресивнолибералната и Народната партия (1911 – 1913) Стоян Данев е председател на Народното събрание, като изпълнява и някои дипломатически мисии. Той е делегат при подписването на примирието при Чаталджа през 1912 и ръководи българската делегация, подписала Лондонския мирен договор (1913). Обвиняван е за приемането на Петербургския арбитраж, отстъпил Силистра на неутрална Румъния, в национално предателство, като се появява народна песен със стих "Попитай Данев министра защо продаде Силистра?", а в свой стих комунистическия поет Христо Смирненски го нарича "...прост ратай; отдал се от рождение под наем; на цезар Николай". По време на Междусъюзническата война той отново оглавява правителството.
През следващите години Стоян Данев преподава дипломатическа история в Свободния университет, днешен УНСС (1916 – 1934). След Първата световна война участва в коалиционните правителства на Теодор Теодоров и Александър Стамболийски (1918 – 1920). През 1922, както и други водачи на опозицията, е арестуван от земеделското правителство, като е освободен чак след Деветоюнския преврат. От 1924 до 1939 е председател на Българския червен кръст. Стоян Данев е и член на Арбитражния съд в Хага.
Стоян Данев умира на 30 юли 1949 година в София.
Част от архивите му се съхраняват във фонд №15 на Българския исторически архив в Националната библиотека „Св. св. Кирил и Методий“.

## Семейство
Стоян Данев е женен за Рада Тодорова Бурмова (1868 – 1952), дъщеря на Тодор Бурмов, имат трима сина:
- Ивайло Данев (1890 – 1979)
- Тодор Данев (1890 – 1894)
- Владимир Данев (1893 – 1969), съпруг на пианистката Теофана Хаджикалчева

През 1914 година семейството се установява в новопостроена къща на улица „Врабча“ №7 в София, която в наши дни е общинска детска градина.

## Дълголетие
Стоян Данев умира на 30 юли 1949 г. на 91-годишна възраст и е най-дълго живелият министър-председател на България.